# Осендовиці
Осендовиці (пол. Osędowice) — село в Польщі, у гміні Дашина Ленчицького повіту Лодзинського воєводства.
Населення — 112 осіб (2011).
У 1975-1998 роках село належало до Плоцького воєводства.

## Демографія
Демографічна структура станом на 31 березня 2011 року:
|          | Загалом | Допрацездатний вік | Працездатний вік | Постпрацездатний вік |
| -------- | ------- | ------------------ | ---------------- | -------------------- |
| Чоловіки | 53      | 12                 | 33               | 8                    |
| Жінки    | 59      | 8                  | 34               | 17                   |
| Разом    | 112     | 20                 | 67               | 25                   |